# Stenomesius aspidicola
Stenomesius aspidicola är en stekelart som beskrevs av William Harris Ashmead 1880. Stenomesius aspidicola ingår i släktet Stenomesius och familjen finglanssteklar. Inga underarter finns listade i Catalogue of Life.